# Stefan Holtkötter

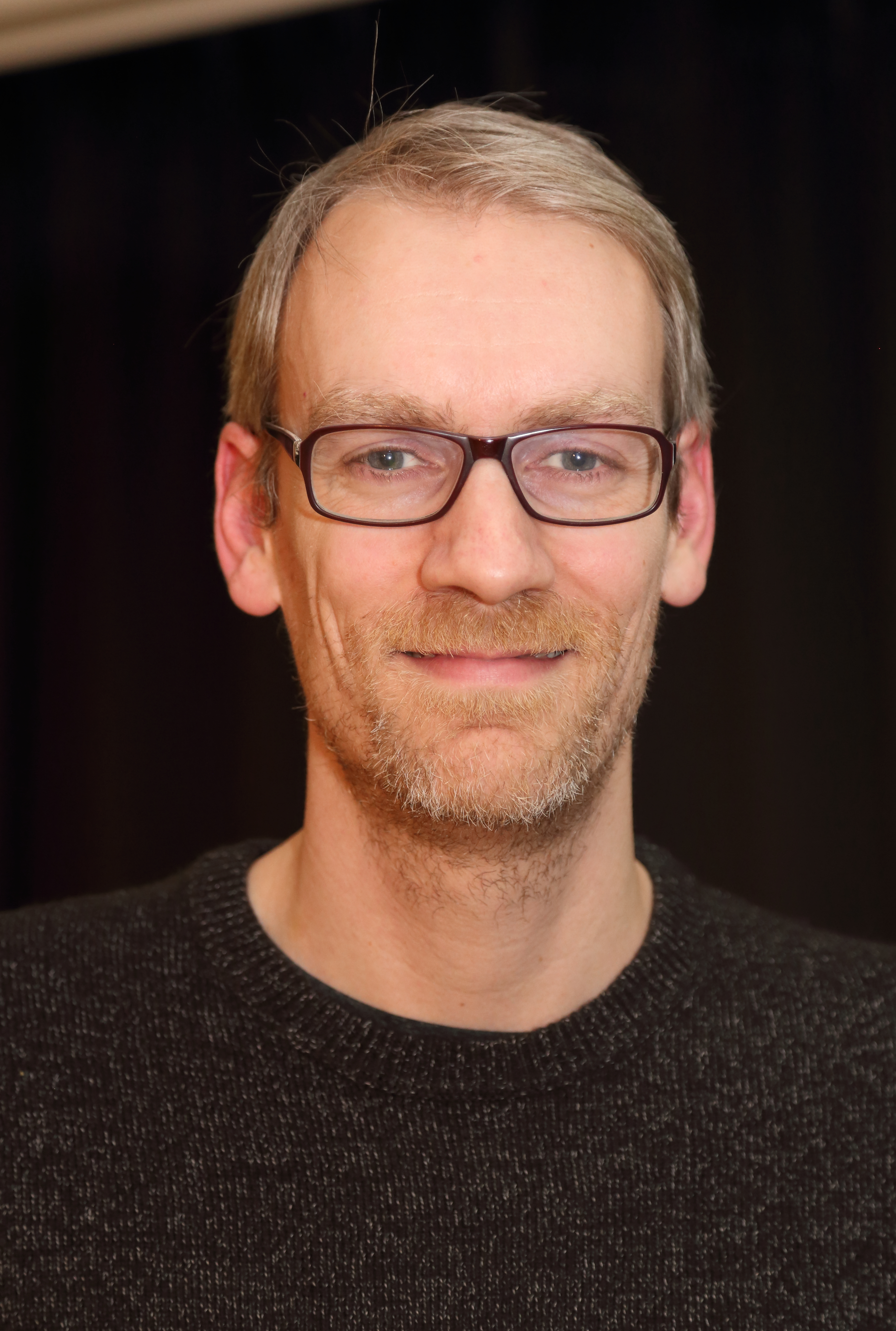
Stefan Holtkötter (2015)

Stefan Holtkötter (* 1973 in Münster) ist ein deutscher Sozialarbeiter und Autor von Kriminalromanen. 

## Leben und Wirken
Holtkötter wuchs auf einem Bauernhof in Beerlage bei Billerbeck auf. Er studierte Sozialpädagogik, war einige Jahre als Sozialarbeiter beim Jugendamt und in der Erwachsenenbildung tätig und lebt heute, neben seiner Tätigkeit als Motivationstrainer und Berater für Arbeitslose, als freier Autor in Berlin. Er hat bisher neun Kriminalromane veröffentlicht, die in Berlin oder im Münsterland spielen und einen regionalen Bezug aufweisen.
Stefan Holtkötter ist Mitglied im Syndikat, der Autorenvereinigung deutschsprachiger Kriminalliteratur.

## Veröffentlichungen

### Bernhard-Hambrock-Reihe
- Das Geheimnis von Vennhues, Piper-Verlag, 2006, ISBN 978-3-492-24785-6.
- Schneetreiben, Piper-Verlag, 2008, ISBN 978-3-492-25225-6.
- Bauernjagd, Piper-Verlag, 2010, ISBN 978-3-492-25778-7.
- Bullenball, Piper-Verlag, 2011, ISBN 978-3-492-25954-5.
- Düstermühle, Piper-Verlag, 2012, ISBN 978-3-492-27270-4.
- Landgericht, Piper-Verlag, 2013, ISBN 978-3-492-27271-1.

### Michael-Schöne-Reihe
- Fundort Jannowitzbrücke, Piper-Verlag, 2005, ISBN 978-3-492-27481-4.
- Todesgarten, Piper-Verlag, 2012, ISBN 978-3-492-27393-0.
- Todeskabinett, Piper, 2014, ISBN 978-3-492-30508-2.

### Tönne-Oldenkott-Reihe
- Schützenbrüder, Topp + Möller, 2014, ISBN 978-3-936-86755-8.
- Dreikönigssingen, Topp + Möller, 2015, ISBN 978-3-936-86759-6.

### Weitere Kriminalromane
- Schlaf süß im tiefen Grabe, bvt-Verlag, 2013, ISBN 978-3-833-30906-9.
- Die dunklen Lichter der Stadt, Edition M, 2016, ISBN 978-1-503-94194-6.